# Esther Serwe-Pandrick
Esther Serwe-Pandrick, geboren als Esther Serwe (* 1981) ist eine deutsche Sportpädagogin und Hochschullehrerin.

## Leben
Im Anschluss an das Lehramtsstudium der Fächer Sportwissenschaft, Erziehungswissenschaft und Mathematik an der Technischen Universität Dortmund war sie am Institut für Sport und Sportwissenschaft der TU Dortmund als wissenschaftliche Mitarbeiterin beschäftigt. 2009 wurde ebendort ihre Doktorarbeit angenommen, sie trug den Titel „Schulsportentwicklung: sportpädagogische Perspektiven im schulischen Innovationsprozess“. Serwe-Pandrick blieb bis Ende 2018 als Akademische Rätin an der TU Dortmund tätig und trat dann am Institut für Sportwissenschaft und Bewegungspädagogik der Technischen Universität Braunschweig eine Stelle als Professorin für Sportwissenschaft und Bewegungspädagogik an.
Zu Serwe-Pandrick Forschungsschwerpunkten gehört insbesondere der Schulsport.